# Axiopoeniella lasti
Axiopoeniella lasti är en fjärilsart som beskrevs av Rothschild 1910. Axiopoeniella lasti ingår i släktet Axiopoeniella och familjen björnspinnare. Inga underarter finns listade i Catalogue of Life.